# هارون كورنيليوس
هارون كورنيليوس (بالإنجليزية: Aaron Cornelius)‏ هو لاعب كرة قدم أسترالية أسترالي، ولد في 29 مايو 1990 في هوبارت في أستراليا.

## وصلات خارجية
- هارون كورنيليوس على موقع AustralianFootball.com (الإنجليزية)
- هارون كورنيليوس على موقع AFLtables.com (الإنجليزية)